# 1223

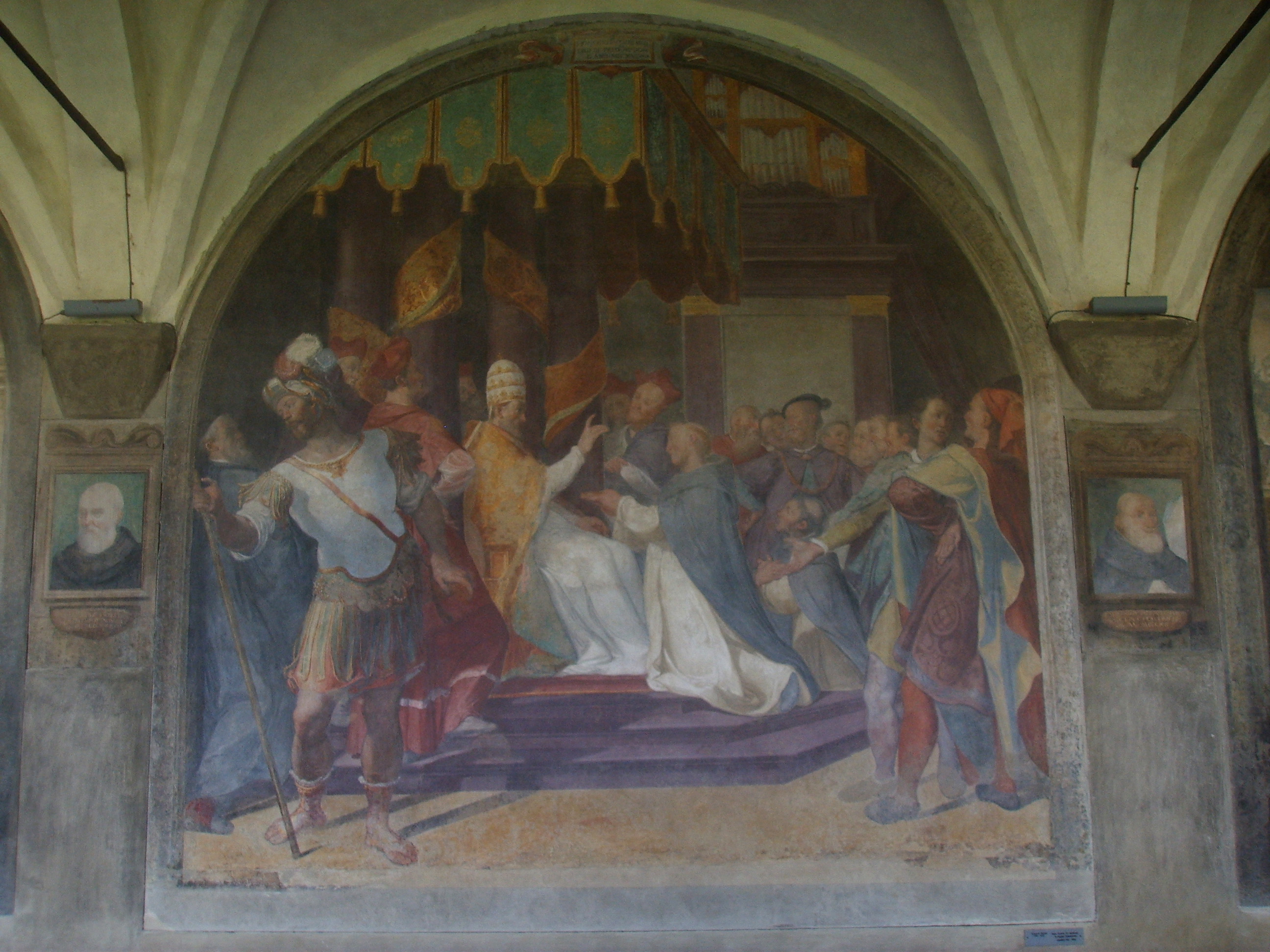
Bevestiging van de Franciscaner Orde

Het jaar 1223 is het 23e jaar in de 13e eeuw volgens de christelijke jaartelling.

## Gebeurtenissen
mei
- 6 - Waldemar II van Denemarken wordt op Lyø gevangengenomen door Hendrik van Schwerin.
- 31 - Slag aan de Kalka: De Mongolen onder Jebe en Subedei verslaan Kiev onder Mstislav III en de Koemanen, maar trekken zich daarna terug.

augustus
- 6 - Kroning te Reims van het Franse koningspaar Lodewijk VIII en Blanche van Castilië.

november
- 29 - Paus Honorius III doet de bul Solet annuere uitgaan, waarin de orde der Franciscanen en hun (derde) leerregel worden erkend.

december
- 25 - Franciscus van Assisi draagt de kerstmis op in de openlucht van Greccio, waar hij met zijn broeders een hermitage heeft. In een grot zet hij een levende kerststal op.

zonder datum
- Westkapelle en Domburg verkrijgen stadsrechten.
- Margaretha II van Vlaanderen trouwt met Willem II van Dampierre.
- Oudst bekende vermelding: Amstenrade, Cristian, Hugten
- Begin van de bouw van het Kasteel van Coucy

## Opvolging
- Foix: Raymond Rogier opgevolgd door zijn zoon Rogier Bernard II
- Georgië - George IV Lasja opgevolgd door zijn zuster Roesoedan
- koninkrijk Portugal - Alfons II opgevolgd door zijn zoon Sancho II

## Afbeeldingen

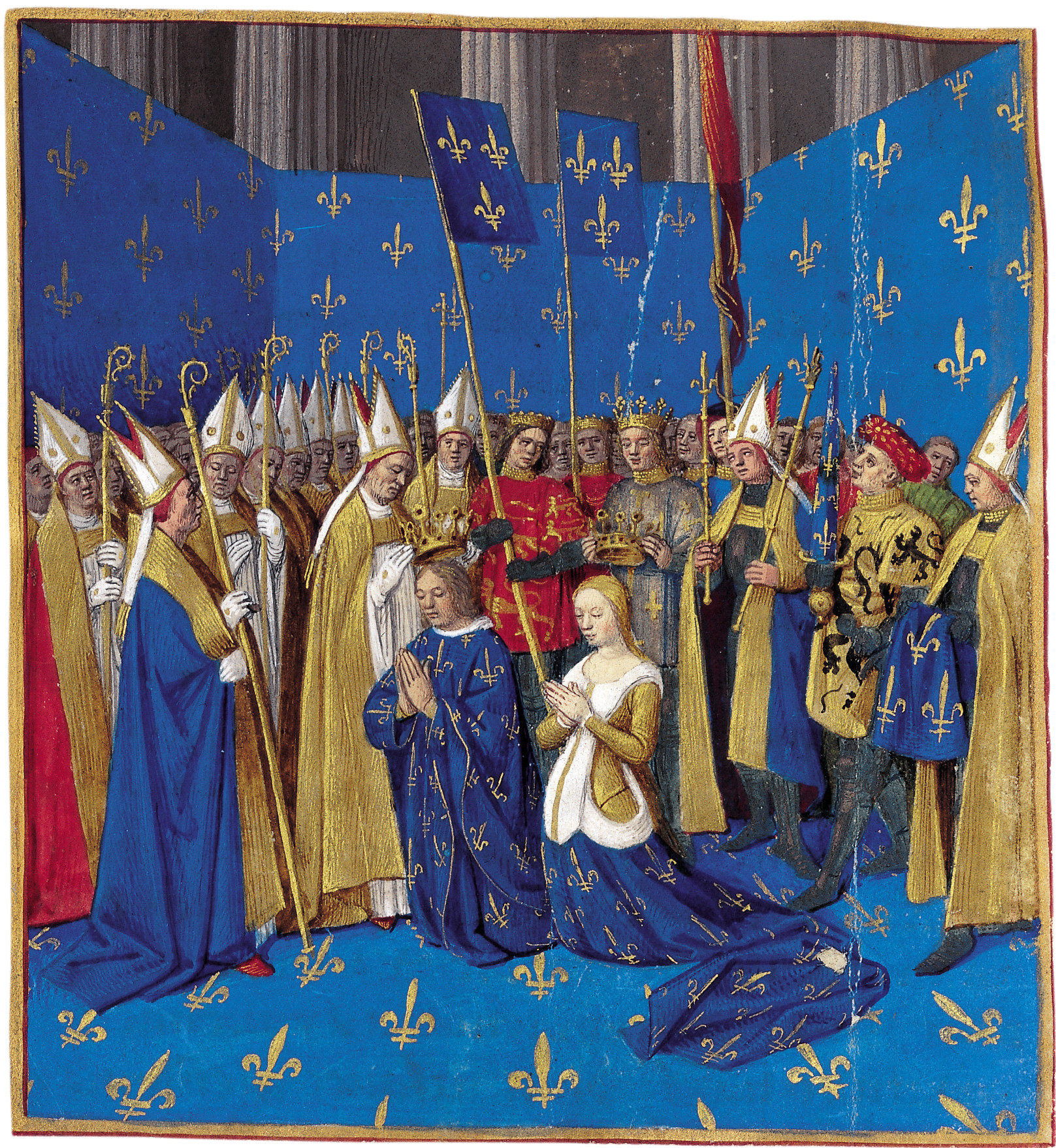
Kroning van Lodewijk VIII
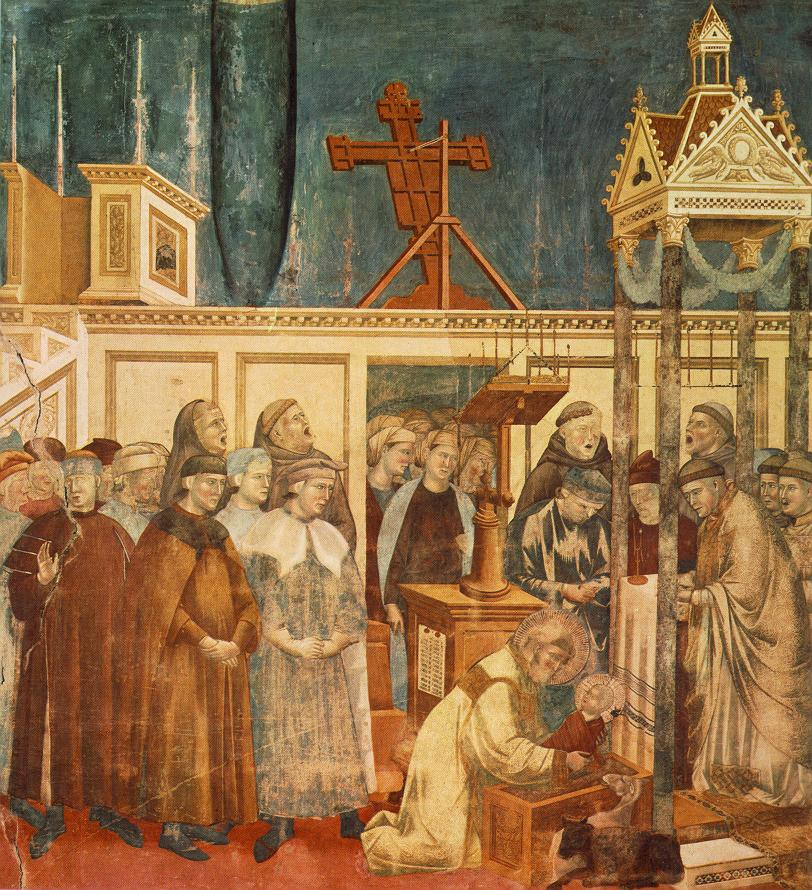
Franciscus' kerststal
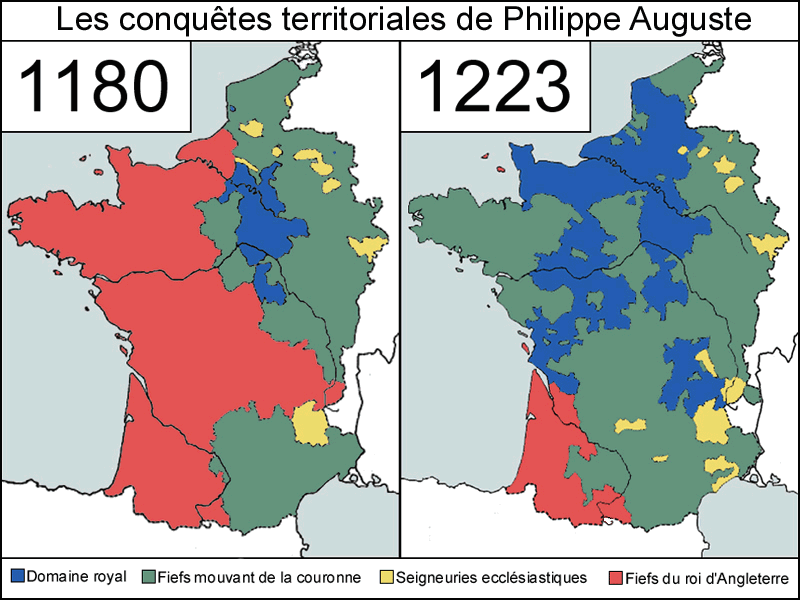
Groei van het Franse kroondomein (blauw) onder Filips II
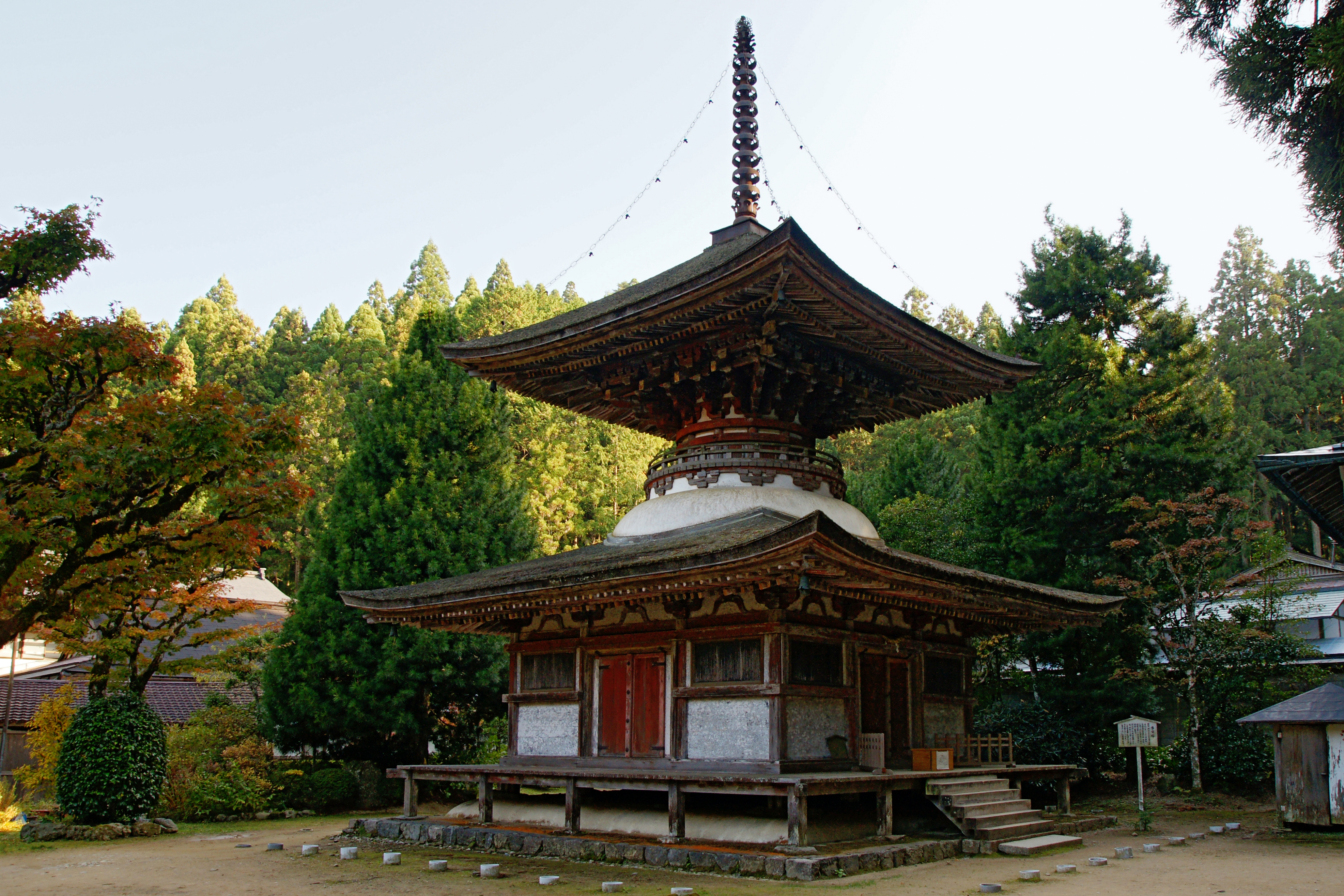
Tahōtō, Kongosanmaiin, Japan (1223)

## Geboren
- Baibars, eerste mammelukse sultan van Egypte (vermoedelijke jaar)

## Overleden
- 18 januari - George IV Lasja (~30), koning van Georgië (1213-1223) (oorlogsverwondingen)
- 8 maart - Vincentius Kadłubek, bisschop van Krakau en historicus
- 25 maart - Alfons II (37), koning van Portugal (1212-1223)
- 27 maart - Raymond Rogier, graaf van Foix
- 14 juli - Filips II (57), koning van Frankrijk (1180-1223)
- Ada (~35), gravin van Holland (1203-1207)
- Gerald van Wales, Welsh geschiedschrijver (jaartal bij beandering)